# Win-stay, lose-shift
In der Spieltheorie bezeichnet Win-stay, lose-shift eine Strategie für iterierte Gefangenendilemmata. Martin A. Nowak stellt in seinem Buch Supercooperators dar, dass die Strategie „tit for tat“ in Situationen, in denen es zu Missverständnissen und Fehlübermittlungen des Verhaltens zwischen den Spielern kommen kann, schlechter als „win-stay, lose-shift“ abschneidet.
Die Strategie besteht darin, die gewählte Strategie (betrügen, kooperieren) beizubehalten, wenn sie erfolgreich war und zu wechseln, wenn sie nicht erfolgreich war.

## Beispiel mittit for tat
1. Spieler A kooperiert, B betrügt versehentlich (A wird seine Strategie wechseln, B auch)
2. A betrügt, B kooperiert (A wird seine Strategie wechseln, B auch)
3. A kooperiert, B betrügt (A wird seine Strategie wechseln, B auch)

usw.

## Beispiel mitwin-stay, lose-shift
1. A kooperiert, B betrügt versehentlich (A wird seine Strategie wechseln, B nicht)
2. A betrügt, B betrügt (Beide werden ihre Strategie wechseln)
3. A kooperiert, B kooperiert (Beide werden ihre Strategie beibehalten)

usw.